# Newport, Vermont
Newport är en stad (city) i Orleans County i den amerikanska delstaten Vermont med 4 589 invånare (2010). Newport är huvudort (county seat) i Orleans County.

## Kända personer från Newport
- Duane E. Graveline, astronaut
- George H. Prouty, guvernör i Vermont 1908-1910
- Winston L. Prouty, senator 1959-1971